# Schweizer Institut für Sucht- und Gesundheitsforschung
Das Schweizer Institut für Sucht- und Gesundheitsforschung (kurz: ISGF) ist ein assoziiertes Institut der Universität Zürich. Es wurde 1993 angesichts der drängenden Drogenprobleme in Zürich gegründet. Seine anfänglichen Schwerpunkte im Bereich illegale Drogen wurden seit der Gründung stark erweitert.
Heute ist das ISGF ein international vernetztes und von der WHO anerkanntes Zentrum für Substanzmittelmissbrauch mit einem breiten Forschungs- und Dienstleistungsangebot bezüglich Suchtverhalten (substanzgebunden und substanzungebunden), Gesundheitsförderung, Beratung und Begutachtungen sowie Wissenstransfer durch Weiterbildung.

## Zweck, Organisation und Finanzierung
Das Schweizer Institut für Sucht- und Gesundheitsforschung ist rechtlich eine Stiftung mit Sitz in Zürich und betreibt innovative Forschung und Auftragsforschung im Bereich Sucht und Gesundheit. Es finanziert sich ausschliesslich über Drittmittel und hat keinen Leistungsauftrag für die öffentliche Hand.

## Geschichte
Das Institut wurde am 26. Oktober 1993 angesichts der Drogenprobleme in Zürich als Stiftung für Suchtforschung gegründet. Die Gründungsmitglieder der Stiftung waren Prof. Dr. Ambros Uchtenhagen, Dr. Emilie Lieberherr (Stadträtin Sozialdepartement Zürich), Bruno Hohl (Leiter Sozialamt der Stadt Zürich), Prof. Dr. Reinhard Fatke (Direktor des Pädagogischen Instituts UZH) und Dr. André Seidenberg (Arzt). Zwei Jahre später wurde das dazugehörige Institut für Suchforschung (ISF) gegründet und die Belegschaft zog von der Psychiatrischen Universitätsklinik Zürich (PUK) an die Konradstrasse 32 in Zürich, wo sich das Institut auch heute noch befindet.

## Gründung
Mitte der 1980er Jahre bis 1992 befand sich am Platzspitz-Park eine behördlich tolerierte, offene Drogenszene, wo sich Drogensüchtige aus der ganzen Schweiz und dem Ausland trafen. 1991 verabschiedete der Bundesrat die Vier-Säulen-Politik (Prävention, Therapie, Repression, Schadensminderung). 1992 bewilligte der Bund wissenschaftliche Versuche für die ärztliche Verschreibung von Betäubungsmittel und ein Jahr später wurde in der Schweiz erstmals Heroin an Süchtige abgegeben. Um den Erfolg der heroingestützten Behandlung wissenschaftlich zu untersuchen, wurde das ISF gegründet und mit deren Begleitforschung beauftragt. Das damals weltweit einzigartige Projekt wurde in den ersten Jahren mehrfach angepasst und wurde 1998 fester Bestandteil der Vier-Säulen-Politik und wurde 2010 gesetzlich als HeGeBe (Heroingestützte Abgabe) verankert.

## Erweiterung der Ausrichtung
Im Jahre 2005 wurde der Institutszweck in Richtung Gesundheitsforschung (Public Health) erweitert und der Name in "Institut für Sucht- und Gesundheitsforschung" geändert. Im gleichen Jahr wurde es auch als WHO-Zentrum für Substanzmittelmissbrauch (WHO Collaborating Center for Substance Abuse) anerkannt. Im Folgejahr wurde das ISGF zu einem assoziierten Institut der Universität Zürich ernannt.
Über die Jahre verschoben sich auch die Themenschwerpunkte. Während das HeGeBe-Monitoring und der "Forschungsverbund stationäre Suchttherapie" (act-info-FOS) die ursprünglichen Gründungszwecke des Instituts waren, hat das BAG diese Aufgabe nach über 20 Jahren öffentlich ausgeschrieben und 2018 an Sucht Schweiz übertragen.
Im Zuge der weltweiten Bedeutungszunahme von neuen Medien, begann das Institut therapeutische Interventionen nicht nur wissenschaftlich zu begleiten, sondern eigene zu entwickeln. Unter der Führung des neuen Scientific Directors Prof. Dr. Michael Schaub, der selber ausgebildeter Psychotherapeut ist, wurden zahlreiche digitale Programme zur Suchtprävention und bei problematischem Substanzkonsum und Suchtverhalten ab 2011 entwickelt.

## Auszeichnungen
- 2021: Der Spezialpreis „Digitalisierung“ des Gesundheitsnetz 2025 ging an den NoA-Coach – eine App gegen risikoreichen Alkoholkonsum, der in Zusammenarbeit mit der Stiftung Berner Gesundheit, dem Blauen Kreuz und der Suchtfachstelle Zürich entwickelt wurde.[2]
- 2019: Der Förderpreis der Allianz Gesundheitskompetenz ging an ready4life als innovatives Projekt. Das Programm ready4life wurde in Zusammenarbeit vom ISGF und der Lungenliga entwickelt.[3]
- 2018: Der HSG Impact Award wurde für den MobileCoach vergeben, den das ISGF zusammen mit dem Center for Digital Health Interventions entwickelt hatte.[4]
- 2014: Der jährliche Preis des European Monitoring Centre for Drugs and Drug Addiction (EMCDDA) für exzellente wissenschaftliche Arbeit ging an den Scientific Director des Instituts, Michael Schaub.[5]